# Münsinger Alb
Das FFH-Gebiet Münsinger Alb liegt im Osten von Baden-Württemberg und ist Bestandteil des europäischen Schutzgebietsnetzes Natura 2000. Es wurde 2015 durch die Zusammenlegung von zwei bereits bestehenden FFH-Gebieten zur Ausweisung angemeldet und durch Verordnung des Regierungspräsidiums Tübingen vom 5. November 2018 (in Kraft getreten am 11. Januar 2019), ausgewiesen.

## Lage
Das rund 6545 Hektar (ha) große Schutzgebiet Münsinger Alb liegt in den Naturräumen Mittlere Kuppenalb und Mittlere Flächenalb. Die zehn Teilgebiete befinden sich in den Gemeinden Heroldstatt, Laichingen und Schelklingen im Alb-Donau-Kreis, in Münsingen, Bad Urach, Römerstein sowie auf dem gemeindefreien Gutsbezirk Münsingen im Landkreis Reutlingen.

## Beschreibung
Der Landschaftscharakter des Schutzgebiets wird im Wesentlichen durch das Münsinger Hardt geprägt. Das Gebiet wurde früher als Schafweide und zwischen 1895 und 2005 als Truppenübungsplatz genutzt. Durch diese Nutzung sind großflächige Magerrasenkomplexe entstanden. Weitere landschaftsbestimmende Elemente sind die tief eingeschnittenen Talsenken mit Hang- und Schluchtwäldern und die Wacholderheiden um Münsingen.

## Geschichte
Das Schutzgebiet ist 2015 durch die Zusammenlegung der ursprünglichen FFH-Gebiete 7522-342 „Wacholderheiden bei Münsingen“ und 7523-341 „Truppenübungsplatz Münsingen“ entstanden. Diese bestanden bereits seit dem Jahr 2005.

## Schutzzweck

### Lebensraumtypen
Folgende Lebensraumtypen nach Anhang I der FFH-Richtlinie kommen im Gebiet vor:
| EU Code | * | Lebensraumtyp (offizielle Bezeichnung)                                                            | Kurzbezeichnung                      |
| ------- | - | ------------------------------------------------------------------------------------------------- | ------------------------------------ |
| 3150    |   | Natürliche eutrophe Seen mit einer Vegetation des Magnopotamions oder Hydrocharitions             | Natürliche nährstoffreiche Seen      |
| 5130    |   | Formationen von Juniperus communis auf Kalkheiden und -rasen                                      | Wacholderheiden                      |
| 6110    | * | Lückige basophile oder Kalk-Pionierrasen (Alysso-Sedion albi)                                     | Kalk-Pionierrasen                    |
| 6210    |   | Naturnahe Kalk-Trockenrasen und deren Verbuschungsstadien (Festuco-Brometalia)                    | Kalk-Magerrasen                      |
| 6230    | * | Artenreiche montane Borstgrasrasen (und submontan auf dem europäischen Festland) auf Silikatböden | Artenreiche Borstgrasrasen           |
| 6430    |   | Feuchte Hochstaudenfluren der planaren und montanen bis alpinen Stufe                             | Feuchte Hochstaudenfluren            |
| 6510    |   | Magere Flachland-Mähwiesen (Alopecurus pratensis, Sanguisorba officinalis)                        | Magere Flachland-Mähwiesen           |
| 6520    |   | Berg-Mähwiesen                                                                                    | Berg-Mähwiesen                       |
| 8160    |   | Kalkhaltige Schutthalden der collinen bis montanen Stufe Mitteleuropas                            | Kalkschutthalden                     |
| 8210    |   | Kalkfelsen mit Felsspaltenvegetation                                                              | Kalkfelsen mit Felsspaltenvegetation |
| 8310    |   | Nicht touristisch erschlossene Höhlen                                                             | Höhlen und Balmen                    |
| 9130    |   | Waldmeister-Buchenwald (Asperulo-Fagetum)                                                         | Waldmeister-Buchenwald               |
| 9150    |   | Mitteleuropäischer Orchideen-Kalk-Buchenwald (Cephalanthero-Fagion)                               | Orchideen-Buchenwälder               |
| 9180    | * | Schlucht- und Hangmischwälder (Tilio-Acerion)                                                     | Schlucht- und Hangmischwälder        |

### Arteninventar
Folgende Arten von gemeinschaftlichem Interesse kommen im Gebiet vor:
| Bild                | EU Code | * | Art                 | wissenschaftlicher Name | Artengruppe |
| ------------------- | ------- | - | ------------------- | ----------------------- | ----------- |
| Alpenbock           | 1087    |   | Alpenbock           | Rosalia alpina          | Käfer       |
| Bechsteinfledermaus | 1323    |   | Bechsteinfledermaus | Myotis bechsteinii      | Säugetiere  |
| Großes Mausohr      | 1324    |   | Großes Mausohr      | Myotis myotis           | Säugetiere  |
| Grünes Besenmoos    | 1381    |   | Grünes Besenmoos    | Dicranum viride         | Moose       |
| Dicke Trespe        | 1882    |   | Dicke Trespe        | Bromus grossus          | Pflanzen    |

### Zusammenhängende Schutzgebiete
Folgende Naturschutzgebiete sind Bestandteil des FFH-Gebiets:
- Kälberberg-Hochberg
- Eckenlauh-Weißgerberberg
- Seetalhalde-Galgenberg
- Schopflochberg

Das FFH-Gebiet ist größtenteils Bestandteil des Vogelschutzgebiets Mittlere Schwäbische Alb.